# فالتر زيمونز
فالتر زيمونز (بالألمانية: Walter Simons)‏ (24 سبتمبر 1861-14 يوليو 1937) هو محام وسياسي ألماني. شغل منصب وزير خارجية جمهورية فايمار بين عامي 1920 و 1921 ورئيس محكمة الرايخ بين 1922 و1929.

## حياته الباكرة
وُلد فالتر زيمونز في 24 سبتمبر 1861 في إلبرفيلد (فوبرتال حاليًا) في مقاطعة الراين البروسية. كان أفراد عائلته من الهوغونوتيون الذين قدموا إلى راينلاند بعد عام 1685. والده لودويغ زيمونز (1831-1905) عامل في صناعة الحرير، ووالدته هيلين زيمونز، اسمها قبل الزواج كيلمان (1842-1926).
التحق فالتر زيمونز بالجمنازيوم في إلبرفيلد، وتخطى امتحان الأبيتور عام 1879، ثم درس الحقوق والاقتصاد والتاريخ في ستراسبورغ ولايبزيغ وبون، وتأثر بأفكار رودولف سوهم. في عام 1882، تخطى مرحلة التدريب على المحاماة والتحق بالجيش. في عام 1888، نجح زيمونز في امتحان القضاء وأصبح قاض مساعد في بون وزولينغن. تزوج من إيرنا رويل (1870-1954) في زولينغن عام 1890، وأنجب الزوجان بثلاثة أولاد وأربع بنات.

## مسيرته المهنية في الخدمة المدنية
في عام 1893، أصبح زيمونز قاضيًا Amtsgerichtsrat في فلبرت، وعُين قاضيًا مشاركًا في المحكمة الإقليمية للمجتمع في بلدة ماينينغن في ولاية تورينغن. انتقل عام 1905 إلى مدينة كيل حيث عمل في المحكمة الإقليمية العليا، لكنه غادرها في نفس السنة ليعمل مساعد قاض في مكتب العدل الوطني في برلين.
في عام 1907، رُقي زيمونز إلى منصب كبير الموظفين المدنيين والمستشار الخبير ليصبح مسؤولًا عن القانون الدولي. مثل زيمونز الرايخ الألماني في عدة مؤتمرات دولية، وانتقل عام 1911 إلى وزارة الخارجية حيث أصبح مستشار المفوضية الخاص والقاضي الأعلى. في عام 1917، رُقي إلى المستشار الخاص الفعلي Wirklicher Geheimer Rat وفي عام 1918 شارك في مفاوضات برست ليتوفسك. في 15 أكتوبر 1918، وقبل فترة قصيرة من الثورة الألمانية 1918-1919، عينه المستشار ماكس فون بادن مستشارًا إمبراطوريًا في قضايا القانون الدولي. كان زيمونز قريبًا من المستشار وذا تأثير مهم على حركة إصلاح دستور الإمبراطورية الألمانية عام 1871 التي عُرفت بإصلاح أكتوبر Oktoberreformen والتي أضفت قوةً على موقف الرايخستاغ (البرلمان الألماني). خطط زيمونز أيضًا لاستقالة فيلهلم الثاني ليشغل قريبه منصبه، وشارك في المفاوضات حول الدستور في وزارة الداخلية.
في نوفمبر 1918، أصبح زيمونز وكيلًا وزاريًا ورئيس قسم القانون في وزارة الخارجية، وفي عام 1919، أصبح وكيل وزارة الدولة Unterstaatssekretär والمفوض العام Generalkommissar لوفد معاهدة فرساي بصفته موظفًا مقربًا لوزير الخارجية أولريش فون بروكدورف رانتازو. في عام 1920، استقال زيمونز من رابطة عموم ألمانيا التي خدم فيها في المجلس التنفيذي بين عامي 1903 و1907.

## المسيرة المهنية السياسية
لم ينضم زيمونز إلى أي حزب سياسي في حياته، وشغل منصب وزير الخارجية في مجلس وزراء فيرنباخ بين يونيو 1920 ومايو 1921، وكان ممثل الرايخ الألماني في مؤتمر سبا ومؤتمر لندن 1921.
كان زيمونز مندوبًا في المفاوضات الألمانية البولندية في استفتاء سيليزيا العليا من يناير إلى مايو من عام 1922، وفي ذات العام أسس ما يُدعى نادي سي سي سو الذي اشتُق اسمه من أسماء المؤسسين هانز فون سيكت وزيمونز و ويلهيلم سولف، وهو ملتقًى في فندق كايزرهوف في برلين.
في عشرينيات القرن العشرين، نال زيمونز أيضًا وكالة عائلة مولتك التي شملت ملكية قرية كريساو. منحت القرية اسمها لاحقًا إلى دائرة كريساو التي تضم المنشقين عن الحكم النازي.